# Яшин, Лев Иванович
Лев Ива́нович Я́шин (22 октября 1929, Москва — 20 марта 1990, там же) — советский футболист, вратарь. Олимпийский чемпион 1956 года и чемпион Европы 1960 года, пятикратный чемпион СССР, трёхкратный обладатель Кубка СССР. Заслуженный мастер спорта СССР (1957), Герой Социалистического Труда (1990), кавалер двух орденов Ленина (1960, 1990). Единственный вратарь в истории, получивший «Золотой мяч».
В течение всей жизни оставался приверженцем своего единственного клуба — московского «Динамо». С 1944 года начал регулярно играть в футбол в команде завода, позже был приглашён в «Динамо», где в 1950 году дебютировал в чемпионате СССР. Не убедив своей игрой тренеров, почти три года после дебюта не выступал в основном составе. В этот период, помимо футбольных тренировок и матчей в дубле, играл за хоккейное «Динамо», где стал обладателем Кубка СССР по хоккею с шайбой. В 1953 году получил новый шанс закрепиться в составе, которым успешно воспользовался, и вплоть до завершения карьеры считался главным вратарём команды. С 1954 года выступал в составе сборной СССР, став единственным советским участником четырёх чемпионатов мира. Его выступление на первом для СССР чемпионате мира по футболу произвело большое впечатление на мировую публику.
Яшину удалось расширить привычное для своего времени понимание игры на вратарской позиции — он одним из первых в мировом футболе стал регулярно практиковать успешную игру на выходах и задействовать всю штрафную площадь. Отличался и умением начинать атаки своей команды, руководить игроками в защите, что в те времена тоже стало новшеством. Признан лучшим вратарём XX века по версии ФИФА, многих газет и журналов. France Football и МФФИИС назвали его лучшим вратарём в истории футбола. В 2003 году Российский футбольный союз назвал Яшина лучшим игроком страны за последние 50 лет.

## Ранние годы
Лев Иванович Яшин родился 22 октября 1929 года в Москве, первые годы своей жизни провёл в районе Богородское. Отец Льва, Иван Петрович, слесарь высшей квалификации, работал шлифовальщиком на оборонном авиационном заводе в Тушино. Мать, Анна Митрофановна, трудилась на заводе «Красный богатырь» и умерла от туберкулёза ещё до поступления Льва в первый класс. Яшины жили одной большой семьёй вместе с братьями и сёстрами Анны Митрофановны в доме № 15 на Миллионной улице. Во дворе дома местные дети, в том числе и Лев Яшин, постоянно играли в футбол, игры продолжались весной, летом и осенью, в любую погоду, дотемна. В этих дворовых играх он получил первый вратарский опыт. Зимой во дворе дети сами заливали каток, на котором играли в хоккей с мячом. Помимо футбола и хоккея, у детей были популярны лапта и прыжки на лыжах с трамплина, в роли которого выступали сараи. Яшин так вспоминал об этом детском увлечении: «Падали, ушибались, набивали огромные синячищи, но зато учились крепко держаться на ногах, не бояться высоты, владеть своим телом». Он считал, что подобные физические упражнения хорошо подготовили его к спорту, а высокий травматизм других игроков высшей лиги он связывал с тем, что «они мало бегали, прыгали, дрались, играли в футбол, катались на коньках, взбирались на деревья в детстве».
В связи с тем, что Яшин являлся «уличным» ребёнком и в основном был предоставлен сам себе, он не уделял особого внимания школьному образованию. Тем не менее Лев сдавал на «отлично» все нормы ГТО, а также был чемпионом школы по шахматам и фехтованию. После смерти матери, отец Льва женился на другой женщине, Александре Петровне, которая, по замечанию самого Яшина, смогла восполнить утрату для него. В 1939 году в семье появился сводный брат Борис. Как отмечает автор биографической книги о Яшине Владимир Галедин, детство будущего футболиста определило в нём зачатки таких качеств как трудолюбие, исполнительность и педантичность. Начало Великой Отечественной войны застало 11-летнего Яшина под Подольском — у родственников, к которым родители отправили сына для летнего отдыха. В октябре оборонный завод, на котором работал Иван Петрович, был эвакуирован под Ульяновск; туда и перебралась вся семья. Своё двенадцатилетие Лев отметил, разгружая эшелон с заводскими станками. На этот завод он и пошёл работать, став весной 1943 года учеником слесаря. В 13 лет, во время работы на заводе, пристрастился к курению, позже получил степень слесаря третьего разряда. В начале 1944 года завод вернули в Москву, в связи с чем Яшины вернулись в город. Уже к 16 годам, после победы в войне, Лев получил свою первую награду — медаль «За доблестный труд в Великой Отечественной войне 1941—1945 гг.».
Матчи Кубка СССР 1944 года, первого после начала войны турнира по футболу, произвели большое впечатление на Яшина. В сентябре того же года он стал заниматься футболом — играть за молодёжный коллектив завода. Хотя на тот момент ему было привычнее играть в поле, тренер заводской команды Владимир Чечеров отметил высокий рост Яшина и обозначил его как вратаря. Он получил свои первые знания об игре на вратарской позиции от голкипера первой команды завода и по совместительству механика цеха Алексея Гусева. В начале 1948 года Яшин по личным причинам перестал ходить на работу и ушёл из дома. Впоследствии он говорил: «Что-то во мне вдруг надломилось […] всё меня на работе и дома стало раздражать». Лев продолжал тренироваться в молодёжной команде, где один из старших товарищей посоветовал ему попроситься на срочную военную службу, чтобы избежать уголовного преследования за тунеядство. К середине года Яшин отправился в армию, где попал в войска МВД. Впоследствии в его части была организована футбольная команда, в одну из возрастных групп которой попал и сам Яшин. Лев стал тренироваться и выступать за неё по выходным дням в первенстве районного совета «Динамо».

## Спортивная карьера

### Приглашение в «Динамо» и дебютные игры (1949—1953)
В одном из матчей, которые Яшин проводил в период службы в армии, ему удалось показать хорошую игру, несмотря на пропущенный мяч. Молодого вратаря приметил тренер молодёжной команды московского «Динамо» Аркадий Чернышёв, который пригласил его на тренировки. Чернышёв, по замечанию Галедина, стал для Яшина «чуть ли не вторым отцом» — он уладил вопрос с его отбытием на тренировки с командиром роты, а также помогал вратарю развивать свои навыки уже в «Динамо». С 1949 года Лев стал выступать за дубль «бело-голубых». В марте 1950 года он был включён в состав «Динамо» на предсезонный сбор в качестве дублёра, третьего вратаря команды после Алексея Хомича и Вальтера Саная. Свою роль в привлечении молодого игрока к основе сыграло близкое знакомство Чернышёва с тренером «Динамо» Михаилом Якушиным, которому он порекомендовал Яшина. В рамках подготовки к сезону Лев Иванович провёл матч против сталинградского «Торпедо». В той игре он пропустил гол от вратаря команды соперника: мяч, после ввода от ворот, долетел до штрафной «Динамо», однако Льву не удалось забрать его — вратарь столкнулся с собственным защитником. Яшин принял свою ошибку близко к сердцу, но в перерыве получил поддержку от игроков дубля, с которыми в тот момент выступал, включая тренера Ивана Станкевича. В итоге матч был закончен со счётом 5:1. Несмотря на ошибку, Яшина оставили третьим вратарём команды на полноценный сезон. Одним из его наставников в «Динамо» стал вратарь Алексей Хомич, который поддерживал Яшина и передавал свой опыт.
2 июля 1950 года в матче против московского «Спартака» находившийся в тот момент в воротах Хомич получил травму, а второй вратарь Саная накануне выбыл из-за болезни, в связи с чем за основную команду впервые сыграл Лев Яшин. Он вышел на поле со скамейки запасных и вновь допустил похожую ошибку, что привело к голу Николая Паршина. Матч завершился ничьей 1:1. Однако Яшин вышел в основном составе и в следующей игре чемпионата против «Динамо» из Тбилиси. Успешная игра вратаря в первом тайме позволила московскому клубу сделать счёт 4:1, но во второй части игры он пропустил три гола; один — с пенальти, который был назначен из-за фола Яшина, ещё один после ошибки на выходе. «Бело-голубые» всё же победили 5:4, но тренер Виктор Дубинин, давший возможность Яшину выступить в основном составе, решил более его не использовать и вернул вратаря в состав дубля. На следующий сезон 1951 года он не был заявлен вовсе.
После неудачного дебюта в основной команде Аркадий Чернышёв пригласил Яшина попробовать свои силы в набирающем популярность в СССР виде спорта — хоккее с шайбой. Чернышёв к тому моменту стал тренером «Динамо» по этому спорту. В то время многие спортсмены совмещали эти дисциплины. Яшину было предложено выступать на позиции нападающего, однако он предпочёл играть как вратарь и в хоккее. Поначалу Лев Иванович испытывал трудности — тоже был дублёром и показывал неуверенную игру. Чернышёв оказал ему поддержку и в этот раз, помогая постичь хоккей. Яшин наладил контакт с основным вратарём команды Карлом Лиивом, постепенно обучаясь от него мастерству хоккеиста. Лев Иванович добился прогресса, а «Динамо» заняло третье место в чемпионате СССР 1952/53 года. Тогда же команде удалось выйти и в финал Кубка СССР, где соперником стал ЦДСА. Яшин вышел на лёд в финальной игре и помог своему клубу одержать победу — 3:2. Известный хоккеист Алексей Гурышев тогда позитивно отзывался о его перспективах в хоккее. Несмотря на возможность попадания в сборную страны, Лев Иванович принял решение оставить этот вид спорта и сконцентрироваться на футболе.
«Три года невидимого миру труда не заснимешь на киноленту, а они-то, скорее всего, и сделали Яшина великим вратарём»
В период игры в хоккей Яшин не переставал выступать и за дубль футбольного «Динамо». На тренировках он проявлял трудолюбие и желание играть, держал дисциплину. Несмотря на то, что в «Динамо» Лев Иванович попал по сути случайно, он не стал уходить из команды в трудный для себя период. В собственной книге под названием «Счастье трудных побед» вратарь впоследствии рассказывал о предложениях, которые поступали ему в период простоя в составе «бело-голубых». Как отмечает Галедин, Яшин остался в команде из-за достаточно серьёзного положения «Динамо» в советском футболе: в составе было много известных игроков, включая тех, которые совершили турне по Великобритании в 1945 году. Он демонстрировал хорошую игру за дубль «бело-голубых», где из-за невысокого уровня игроков обороны вратарю приходилось часто вступать в игру и выручать свою команду. В тот период Лев Иванович отразил более десяти пенальти, хотя в дальнейшей карьере мастером по отбиванию одиннадцатиметровых ударов не считался. Яшин принял решение оставить хоккей после того как тренер основного состава футбольной команды Михаил Семичастный оказался доволен его игрой и решил дать вратарю новый шанс. 2 мая 1953 года Яшин впервые вышел на поле в составе «бело-голубых» после долгого перерыва. «Динамо» выиграло 3:1, а Гавриил Качалин в комментарии к поединку в газете «Советский спорт» написал, что в Яшине видна перспектива, но в глаза бросался недостаток — опрометчивые выходы из ворот. В следующие несколько месяцев тренер чередовал в воротах Саная и Яшина, однако они оба совершали результативные ошибки, из-за чего место в основе, появившееся после ухода из команды Алексея Хомича, не было закреплено ни за одним из них. Несмотря на больший опыт Саная (в 1953 году ему исполнялось 28 лет), Семичастный в итоге выбрал Яшина, который ошибался, но представлял собой будущее игры на вратарской позиции. Лев прогрессировал от игры к игре, иногда получая хвалебные отзывы в прессе о своих выступлениях. 1 августа 1953 года в том же «Советском спорте» известный вратарь Анатолий Акимов положительно отозвался о Яшине, он поделился непопулярным в обществе мнением о том, что вратарь должен уметь активно выходить из ворот, оправдывая этим ошибки молодого голкипера. С лета 1953 года Лев Яшин стал постоянным вратарём «Динамо», а Саная уже в следующем сезоне покинул клуб. В чемпионате СССР 1953 года команда заняла четвёртую строчку в итоговой таблице, удалось выйти и в финал Кубка СССР. Эта игра закончилась победой «бело-голубых» с минимальным счётом, а Яшин по ходу встречи был травмирован и сменён Владимиром Беляевым. Выигранный трофей стал для него первым в футбольной карьере. В том же году Яшин впервые попал в список 33 лучших футболистов сезона в СССР.

### Место в основе, вызов в сборную и Олимпиада (1954—1956)
По ходу прошедшего сезона в «Динамо» вернулся тренер Михаил Якушин. Для него Яшин, самостоятельно пришедший к агрессивному стилю игры с выходом из ворот, был «вратарём мечты» — такую формулировку позже приводил сам тренер. Периодический нерасчётливый риск приводил к голам в пустые ворота «Динамо» и порождал «свист и смех трибун», однако Якушин защищал вратаря от критики, называя эту игру будущим вратарского ремесла. Сезон 1954 года стал одним из лучших во всей карьере Льва Яшина. Несмотря на несколько курьёзных эпизодов, ворота «бело-голубых» в тех ситуациях оставались без пропущенных голов, из-за чего за весь сезон он не отметился ни одной результативной ошибкой. Вратарь продолжал действовать смело, но гораздо успешнее. Якушин произвёл изменения в тренировочном процессе — помимо специализированных вратарских тренировок, Лев Иванович должен был участвовать и в общекомандных занятиях в статусе полевого игрока. Работа в «квадратах» позволяла вратарю развивать умение играть без ошибок при прессинге, улучшать культуру паса. Позже Якушин отмечал, что разнообразные тренировки в качестве полевого помогли Яшину выступать на серьёзном уровне до 40 лет. Сам вратарь позже делился мыслями о том, что игра в двусторонках помогла улучшить его выносливость. В этом компоненте Яшин не уступал полевым игрокам. По сути в «Динамо» Якушин часто позволял ему выполнять роль либеро, в которой обычно играли защитники. Это давало команде преимущество на поле в виде ещё одного полевого игрока. Якушину удалось построить прочную и уверенную в себе оборону, ключевой частью которой стал Яшин. К моменту своего 25-летия в 1954 году советский вратарь считался сложившимся мастером без явных слабых мест, а также обладал авторитетом в коллективе, из-за чего только с ним тренер иногда мог советоваться по выбору состава и тактике на игру. Команда демонстрировала сплочённость как на поле, так и за его пределами. Чемпионат СССР 1954 года завершился победой московского «Динамо». По ходу сезона Лев Иванович выделялся своей игрой на поле, не раз получав позитивные отзывы о своей игре, которая приводила к победам «бело-голубых». В том же году он впервые сыграл перед иностранной публикой — вышел на поле в матчах в Австрии, Франции и Швейцарии. Европейская аудитория с первых игр восторженно приняла вратаря. По итогам сезона футболисту было присвоено звание мастер спорта СССР.
1954 год оказался отмечен в карьере Льва Яшина и первыми играми за сборную СССР. Команда возрождала свои выступления после простоя периодом в несколько лет, случившегося из-за болезненного поражения на первой для государства Олимпиаде 1952 в Финляндии. Яшин провёл свои первые матчи в её составе против сборной Болгарии и сборной Польши, но характер тех встреч был неофициальным, из-за чего эти игры в дальнейшем не попали в общий зачёт его выступлений в составе сборной. 8 сентября 1954 года Лев Иванович в качестве основного вратаря команды начал свою первую официальную игру за сборную — товарищеский матч против Швеции. Игра завершилась со счётом 7:0. 26 сентября он вышел на поле в товарищеской встрече против сборной Венгрии, финалистов недавно прошедшего ЧМ-1954. На протяжении всей игры Яшин защищал свои ворота от гола, однако в конце встречи Шандору Кочишу удалось забить и сравнять счёт — 1:1. Советский вратарь, наряду с Кочишем, был признан лучшим игроком встречи. На момент начала выступлений за сборную Яшину было 24 года — достаточно поздний период.

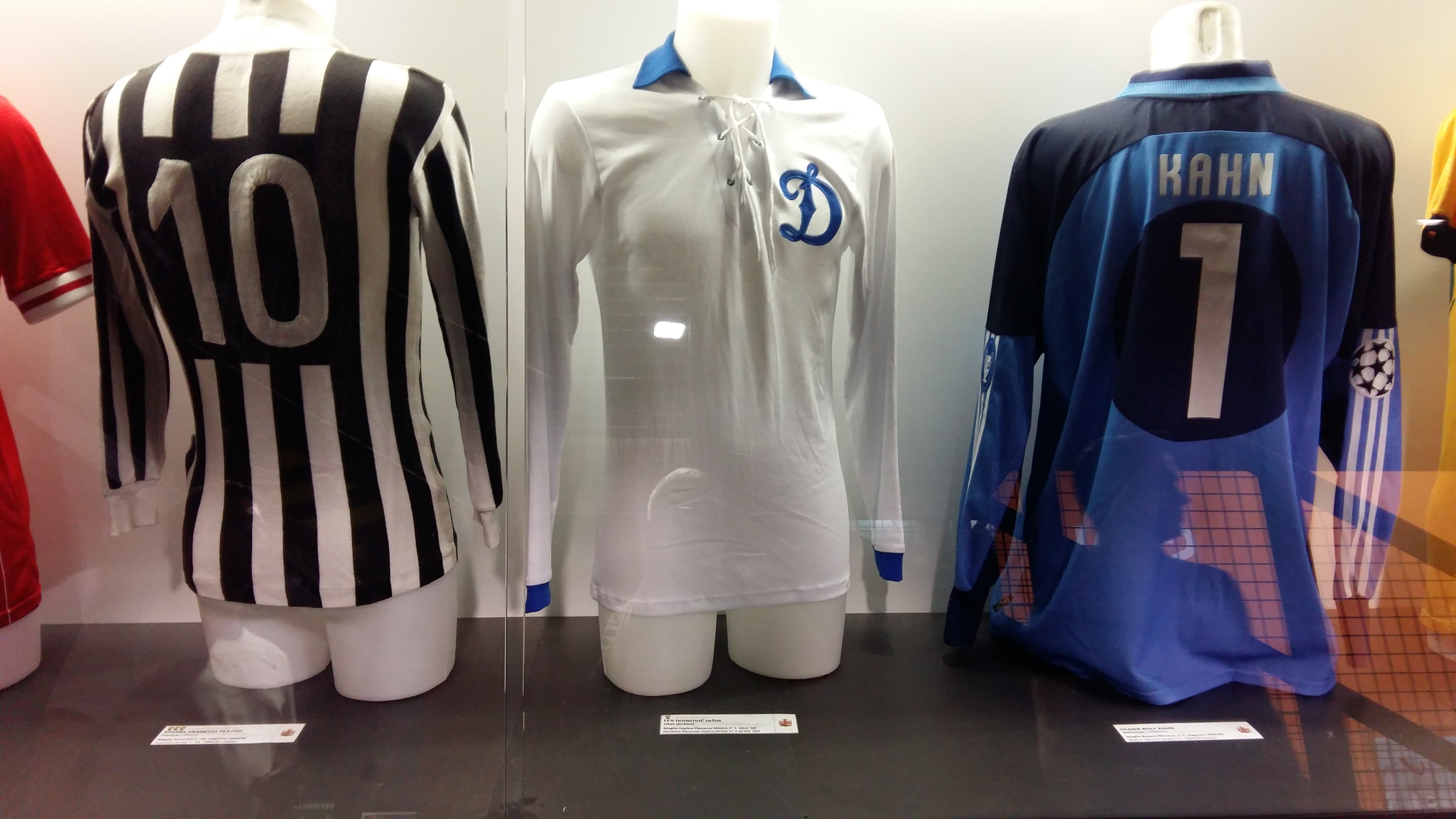
Футболки Мишеля Платини, Льва Яшина и Оливера Кана в музее «Сан-Сиро»

В 1955 году он продолжил собственную прошлогоднюю тенденцию выступлений на высоком уровне без серьёзных ошибок. Однако 17 июня в матче против московского «Спартака» вратарь «Динамо» не смог помочь своей команде уйти от поражения 1:4. По ходу сезона в составе «бело-голубых» Яшин провёл несколько товарищеских встреч с итальянскими командами — «Миланом» и «Фиорентиной». 21 августа 1955 года сборная СССР провела товарищескую игру со сборной ФРГ, победившей на прошедшем чемпионате мира. Несмотря на два пропущенных Яшиным гола от Фрица Вальтера и Ханса Шефера, советской команде удалось победить — 3:2. 25 сентября был проведён ещё один матч с венграми, тогда Лев Иванович на протяжении всего времени поединка показывал убедительную игру, продолжив своё выступление даже после кратковременной потери сознания из-за удара по голове. Встреча завершилась вничью 1:1 — Яшин пропустил гол лишь с пенальти, реализованного Ференцем Пушкашем. В свою очередь чемпионат СССР 1955 года вновь завершился для московского «Динамо» победой. Лев Иванович провёл на поле все 22 игры, в которых он пропустил лишь 16 голов. «Бело-голубым» удалось выйти и в финал Кубка СССР, однако там команда Яшина потерпела поражение 1:2 от ЦДСА. Сам он в той игре был удалён в результате стычки с нападающим Владимиром Агаповым, после которой последнему долго оказывали медицинскую помощь. В воротах матч доигрывал Евгений Байков.
Сезон 1956 года сложился для «бело-голубых» не так удачно, как предыдущие. С самого начала первенства СССР клуб стал терять очки, и в итоге чемпионом стал московский «Спартак», проведший один из своих лучших сезонов на тот момент. Яшин сыграл в 19 из 22 возможных игр чемпионата, ухудшив свою статистику по пропущенным голам в сравнении с прошлым сезоном. 1956 год отличался и тем, что футболистам предстояло выступить на Олимпийских играх в Австралии, причём это должно было случиться в ноябре—декабре, когда обычно данный период означал окончание регулярных матчей сезона и начало отпусков. Из-за турнира в том году был отменён розыгрыш Кубка СССР. В рамках подготовки к Олимпиаде Яшин выступил на первой летней Спартакиаде народов СССР в составе сборной Москвы (которая не сильно отличалась от сборной СССР). Лев Яшин занял место в воротах своей команды на стадиях 1/4 и 1/2 финала, тогда как в 1/8 и финале в воротах играл Борис Разинский. Сборная Москвы выиграла футбольную часть турнира. Несмотря на рывок, который Лев Иванович совершил за несколько лет выступлений в основе, он продолжал прогрессировать и улучшать собственную игру. Осенью советский голкипер вновь предстал перед европейской публикой — «Динамо» провело две игры с турецким «Фенербахче». Оба матча он отстоял «на ноль». В заключительном туре чемпионата СССР 27 октября 1956 года против московского «Локомотива» Яшин пропустил в свои ворота семь голов, из которых был отыгран лишь один мяч. Подобный результат породил слухи в отношении сданного матча вратарём. Согласно статье «Советского спорта», Яшин демонстрировал свой уровень и в этой встрече, а неудачный результат получился из-за слабой игры полевых. «Динамо» заняло второе место в лиге. Футбольное выступление на Олимпийских играх 1956 началось для советской сборной со стадии 1/8 финала. К тому времени ФИФА определяла Олимпиаду как любительский турнир, из-за чего за свои сборные не могли выступать многие лучшие игроки. Сборная СССР, однако, имела возможность заявить свой основной состав как любителей. Также от игры на турнире по разным причинам отказалось пять команд, из-за чего вместо изначальных 16 играли лишь 11 коллективов. Советской сборной удалось дойти до финала, где во главе с Яшиным была одержана победа над олимпийской сборной Югославии. По завершении турнира Лев Иванович получил орден Трудового Красного Знамени. В декабре 1956 года он был включён в список номинантов на новообразованную награду лучшему игроку года по версии журнала France Football — «Золотой мяч». По результатам голосования Яшин занял пятое место, в то время как обладателем приза оказался англичанин Стэнли Мэттьюз.

### Первый чемпионат мира и победа на чемпионате Европы (1957—1960)
К новому сезону 1957 года, несмотря на выступление на Олимпиаде вместо привычного отпуска, вратарь подходил в хороших кондициях. В двух первых играх чемпионата СССР он вышел в стартовом составе, однако затем его место в воротах занял дублёр Владимир Беляев. Это случилось из-за возникших проблем со здоровьем — Яшина стала беспокоить язва желудка. На пару с Беляевым они провели практически равное количество игр в сезоне, именно Беляев в течение года вызывался и в сборную на смену Яшину. На важные матчи в том сезоне Якушин предпочитал выставлять Яшина, который продолжал держать высокий уровень игры. По замечанию Галедина, Лев Иванович сильно повлиял на своего дублёра, что помогло ему дорасти до уровня национальной команды. Несмотря на спортивную конкуренцию за место в старте, Беляев не ушёл из «Динамо» впоследствии, когда Яшин вновь регулярно выходил в основе. 23 июня 1957 года Лев Иванович вышел на поле в игре отборочного турнира на первый для сборной СССР чемпионат мира по футболу против сборной Польши. Советский голкипер оставил свои ворота в неприкосновенности — 3:0. Впоследствии в октябре и ноябре были проведены ещё две встречи с поляками, в результате которых советская сборная отобралась на предстоящий чемпионат мира. В ноябре «Динамо» выиграло чемпионский титул, а тренер Якушин позднее выделял тот сезон, отмечая, что тогда команде удалось преуспеть и в атаке, и в обороне. В декабре «бело-голубые» отправились в Южную Америку для проведения товарищеских встреч, в которых принял участие и Лев Яшин.
Несмотря на возникшие проблемы со здоровьем, к 1958 году Лев Яшин оставался лучшим вратарём страны и первым номером сборной. В матчах первенства СССР Якушин продолжил время от времени ротировать Беляева и Яшина. В товарищеской игре советской национальной команды со сборной Англии 18 мая, последней перед предстоящим чемпионатом мира, Яшин вышел в старте, а сам матч завершился ничьей 1:1. Именно в этой встрече получил травму капитан сборной Игорь Нетто, также команда была ослаблена потерей трёх игроков накануне турнира, включая Эдуарда Стрельцова — они подверглись уголовному преследованию.

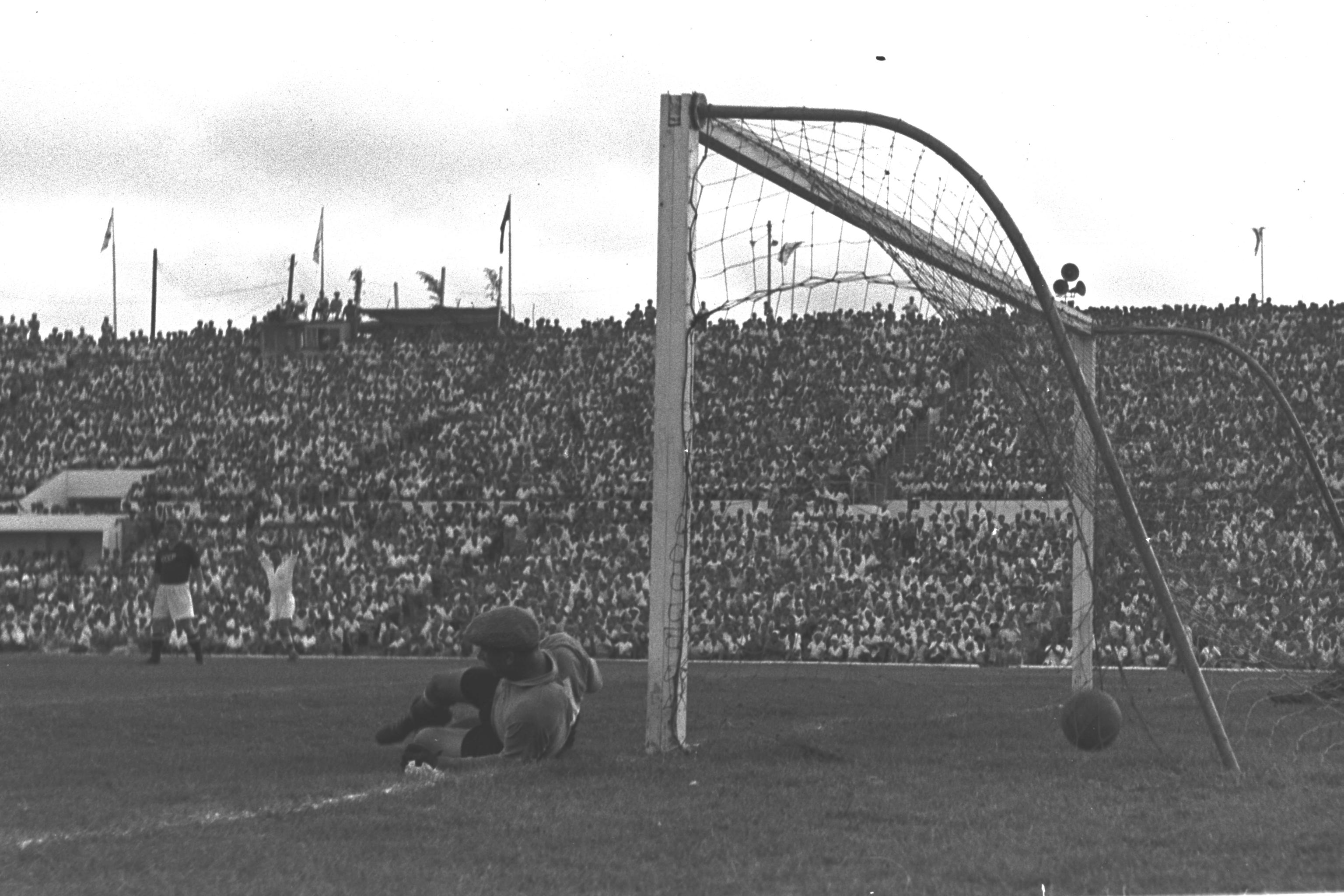
Лев Яшин в составе сборной СССР, 1956 год

Сборная СССР попала в сложную группу, в которую входили англичане, а также Бразилия и Австрия. В игре с Англией Лев Иванович на протяжении всего времени поединка противостоял форварду Дереку Кевану в воздухе, так как защита советской команды не выделялась своим ростом. Кевану удалось забить гол в ворота Яшина, а Англия при помощи назначенного пенальти отыгралась до ничьи 2:2. По ходу той игры советский вратарь получил сильный удар по голове, но не ушёл с поля и доиграл матч. Игра против бронзового призёра предыдущего мундиаля, сборной Австрии, стала одной из лучших в карьере Яшина. На протяжении встречи он действовал и как вратарь, и как последний защитник, а также отбил пенальти от Ханса Буцека. Во время исполнения австрийцем пенальти Яшин сместился из центра ворот (где обычно стоят вратари во время удара) к левому углу, тем самым психологически обхитрив Буцека, пробившего в нужную вратарю сторону. СССР одержал победу 2:0. Уже на тот момент многие журналисты говорили о Яшине как об одном из лучших вратарей текущего турнира. В последнем матче против бразильской сборной (в дальнейшем — чемпиона), он пропустил два безответных гола от Вава. По итогу встреч в группе советской команде предстояла решающая игра за выход — со сборной Англии, которая завершилось победой СССР с минимальным счётом не без усилий своего вратаря. Выйдя в плей-офф, исчерпавшая силы множеством игр за короткий промежуток времени советская команда уступила сборной Швеции. Осенью был проведён ещё один товарищеский матч с английской сборной, который команда СССР проиграла 0:5. Этот результат стал худшим в истории сборной. Беляев, вышедший тогда вместо Яшина в воротах, более в сборную не вызывался.
В преддверии сезона 1959 года в «Советском спорте» вышло интервью Яшина, который рассказывал про изменения в команде. На тот момент подобные сведения было принято раскрывать главному тренеру или же капитану команды, но Яшин к тому моменту уже обладал «звёздным» статусом — публика была рада увидеть его комментарии. Тогда он сообщил, что оправился от проблем со здоровьем и надеется полноценно вернуться в ворота на постоянной основе. Лев Иванович вышел на поле уже в первой игре первенства СССР 1959 против «Шахтёра», в дальнейшем продолжив регулярные выступления. В том сезоне в «Динамо» пришёл молодой вратарь Владимир Лисицын, на которого тренировки с Яшиным, как ранее на Беляева, оказали положительное влияние. В дальнейшем Лисицын играл в других крупных клубах СССР. По ходу того года Лев Иванович провёл несколько товарищеских игр в Англии в составе московского «Торпедо». Осенью 1959 года проходили первые матчи квалификации на первый в истории чемпионат Европы по футболу. По итогам двух встреч одержав победу над сборной Венгрии, советская сборная отобралась на турнир, так как следующий соперник в отборе — Испания, отказалась проводить матч. Яшин отличился удачным эпизодом в одной из игр с Венгрией: после ошибки Игоря Нетто, который отдавал неточный пас на своего вратаря, мячом завладел Лайош Тихи. Перед ним и воротами остался только вратарь — ему удалось спасти свою команду от гола. Яшин же впоследствии начал и голевую атаку своей команды. Чемпионат СССР завершился для «Динамо» новой победой, уже четвёртой в карьере Льва Яшина, которому незадолго до окончания сезона исполнилось 30 лет. После победы в лиге Якушин назвал Яшина «игроком мирового уровня».
6 июля 1960 года матчем 1/2 финала против сборной Чехословакии для сборной СССР начался финальный этап Евро-1960, итоговый счёт встречи — 3:0. Игра с Чехословакией произвела серьёзное впечатление на зрителей и настроила ожидания от национальной сборной в предстоящем финале со сборной Югославии на победу. Встреча между командами получилась равной. Яшин на протяжении всей игры демонстрировал свойственную ему спокойную и уверенную игру. Несколько раз выручив свою сборную, под занавес первого тайма он пропустил гол от Милана Галича. Через несколько минут после начала второго тайма Славе Метревели удалось сравнять счёт, а итог встречи решил гол Виктора Понедельника в дополнительном времени, в результате чего сборная СССР стала обладателем Кубка Анри Делоне. С учётом квалификации советской сборной понадобилось лишь четыре игры для победы в турнире. В интервью еженедельнику France Football, которое Яшин дал после Евро, ему задали вопрос о возможном переходе в сильнейший клуб того времени — «Реал Мадрид». Советский голкипер отметил, что ему нравится посещать другие страны, но играть он хочет только на родине, а также ему жаль тех, кто играет вдали от неё. К окончанию сезона 1960 года Яшину исполнялся 31 год, и на вопрос о вероятно близком моменте окончания карьеры он ответил, что хотел бы доиграть до мундиаля в 1962 году. В качестве своих предполагаемых преемников Яшин тогда называл Владимира Беляева и Владимира Маслаченко. По окончании сезона Яшину впервые удалось повторить свой результат 1956 года в голосовании на «Золотой мяч» — занять в нём пятое место. «Динамо» же завершило сезон на третьей строчке в таблице первенства СССР.

### Проблемы со здоровьем, критика и «Золотой мяч» (1961—1963)
Перед началом сезона 1961 года главного тренера команды Якушина сменил Всеволод Блинков. С уходом Якушина завершился период регулярных успешных выступлений «бело-голубых» в национальном чемпионате. В начале сезона Яшин пропустил несколько игр, а в мае вовсе выбыл на два месяца — вратаря вновь начало беспокоить здоровье. После проигрыша «Беларуси» «бело-голубые» потеряли возможность попасть в финальный этап чемпионата страны, из-за чего команде предстояло бороться лишь за 11—22 места. «Динамо» заняло 11 место, лучшее из возможных, но этот результат стал худшим в истории этой команды на тот момент. В 1961 году сборная проводила матчи отборочного этапа на чемпионат мира 1962, Яшин выступил в двух из них. Игры против Норвегии и Турции завершились победой СССР, именно они и стали решающими, после которых сборной удалось выйти на турнир. В ноябрьской товарищеской игре против Аргентины Яшин получил травму на 85-й минуте игры, в связи с чем был заменён вратарём Маслаченко. Из-за травмы он пропустил следующую игру против Чили, но уже к концу ноября вернулся на поле в игре против Уругвая. В 1961 году Яшин занял четвёртое место в голосовании на «Золотой мяч», улучшив свой прошлогодний результат.

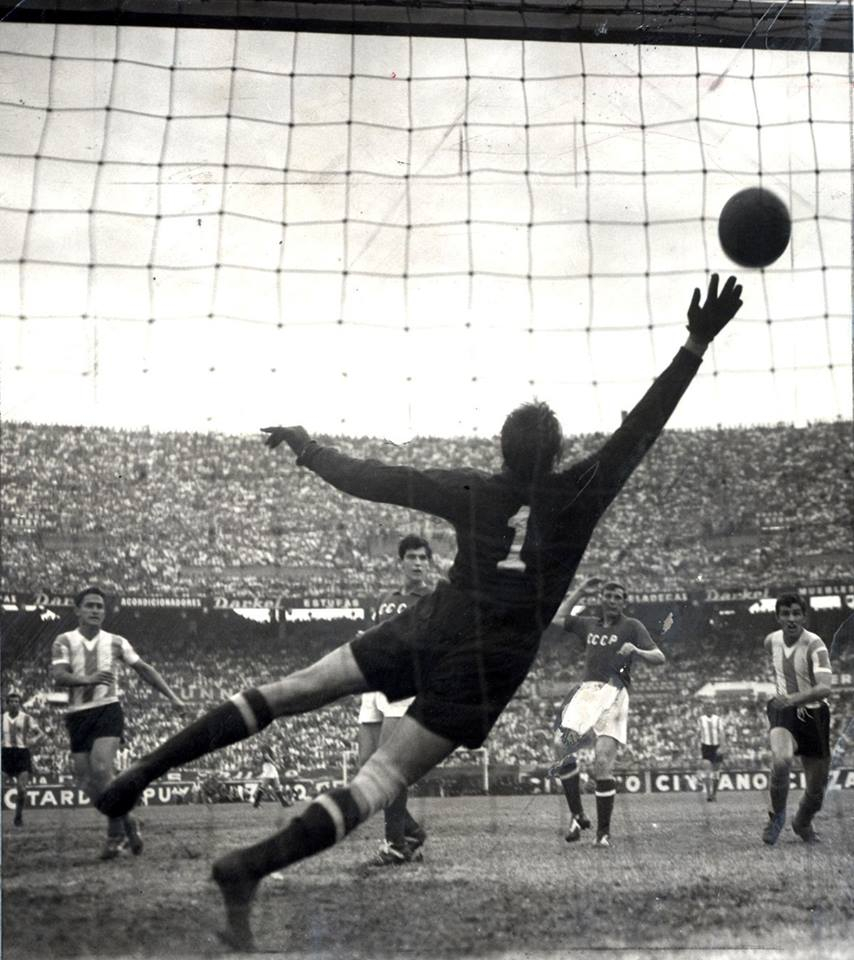
Яшин в матче против сборной Аргентины, 18 ноября 1961 года

В преддверии чемпионата мира 1962 года серьёзную травму получил дублёр Маслаченко. Из-за этого единственные вратари в заявке советской сборной на чемпионат мира, которые были готовы к игре, оказались сам Яшин и Сергей Котрикадзе. Одержав победы в матчах групповой стадии против Югославии и Уругвая, а также сыграв в ничью со сборной Колумбии, советская сборная вышла в плей-офф. В матче 1/4 финала предстояла встреча с хозяевами турнира — сборной Чили. На девятой минуте встречи чилийский нападающий Онорино Ланда прорвался в штрафную советской сборной, из-за чего Яшину пришлось кинуться ему в ноги. Вратарь получил удар по голове, из-за чего около полутора минут находился без сознания. Замены в то время были запрещены, Яшин продолжил матч. Спустя несколько минут Леонель Санчес неожиданно для советского голкипера и других игроков команды пробил со штрафного в створ ворот и забил первый гол. По ходу игры Игорю Численко удалось сравнять счёт, но практически сразу после его гола преимущество сборной Чили вновь обозначил Эладио Рохас, гол которого и стал победным. Льва Яшина, пропустившего эти голы, многие болельщики стали обвинять в итоговом вылете советской команды с турнира, на подобном восприятии отражалась и реакция прессы. В 1962 году Яшин впервые не попал в список номинантов на «Золотой мяч». Большая критика Яшина после окончания турнира побудила его задуматься о завершении карьеры. С разрешения нового тренера «Динамо» Александра Пономарёва советский вратарь отдалился от футбола в Подмосковье, спустя время решив, что ещё не готов уходить. 22 июля 1962 года в поединке с «Пахтакором» Яшин вернулся в состав своей команды. После возвращения в команду он вплоть до сентября 1962 года если и защищал ворота «Динамо», то лишь в гостевых встречах, тогда как в московских матчах на поле выходил Беляев. 8 сентября в игре против «Крыльев Советов» Яшин впервые за этот отрезок вышел на поле стадиона «Динамо». Сразу после объявления его имени диктором трибуны заполонились оглушительным свистом, который продолжался каждый раз, когда Яшин касался мяча. Тем не менее в тот период, как и прежде, игра советского голкипера продолжила отличаться стабильностью и надёжностью. Начиная с 8 сентября Яшин выходил в основном составе на все последующие игры, а свист с трибун в его адрес продолжался до окончания сезона 1962 года.
Выступление «бело-голубых» в сезоне 1963 года оказалось более успешным, чем в несколько предыдущих лет. Выстроенная оборона «Динамо» в большинстве матчей не позволяла сопернику создавать опасные моменты у своих ворот, в связи с чем как Яшин, так и его дублёр редко отмечались спортивными журналистами в послематчевых протоколах. «Бело-голубые» выиграли первенство СССР 1963, а разница мячей команды за 38 игр составила 47:14. Конкретно Яшин тогда провёл 27 встреч, в которых пропустил только шесть голов, а 22 игры из них — «на ноль». Результат в шесть пропущенных мячей за 27 матчей чемпионата СССР стал рекордным. В выпуске еженедельника «Футбол» от 30 ноября 1963 года Николай Морозов отметил важность фигуры Льва Яшина в итоговой победе «Динамо», обозначив его как дирижёра в тактике своей команды. Чемпионство московского «Динамо» в сезоне 1963 года стало для клуба последним полноценным в его истории выступлений в чемпионате СССР (не считая победу в однокруговом турнире 1976 года). 23 октября 1963 года в Лондоне, на стадионе «Уэмбли», Лев Яшин сыграл за сборную мира против сборной Англии в знаменитом «Матче столетия», посвящённом столетию английского футбола. Со счётом 2:1 встречу выиграли англичане; хотя Яшин не пропустил ни одного мяча, сменивший его на воротах во втором тайме югослав Милутин Шошкич дважды доставал мяч из своих ворот. В той игре советский голкипер произвёл фурор, поразив своей игрой британскую публику и удостоившись хвалебных отзывов от многих иностранных газет. Позже сам Яшин отмечал, что лишь признание за рубежом заставило советских болельщиков окончательно реабилитировать его. 10 ноября Лев Иванович впервые за прошедший год вышел на поле за свою сборную. Это случилось в игре 1/8 финала отбора на Евро-1964 против Италии. Отыграв вторую игру против итальянской сборной (в которой советский вратарь отличился отбитым пенальти от Сандро Маццолы), а также матчи 1/4 финала отбора против Швеции, Яшин помог своей сборной квалифицироваться на второй чемпионат Европы. Между этими матчами, в декабре 1963 года, Лев Яшин был признан победителем в голосовании на «Золотой мяч», опередив Джанни Риверу и Джимми Гривза. Он стал первым вратарём в истории и первым советским футболистом, получившим эту награду. После получения награды ФИФА направила официальное письмо руководству «Динамо», в котором выражалась благодарность за воспитание вратаря, сыгравшего за сборную мира.
«Яшин тысячу раз заслужил эту награду не только за выступления в текущем сезоне, но и за свой долгий и славный путь в современном футболе»

### Серебро на Евро, новые травмы и бронза ЧМ-1966 (1964—1967)
К 1964 году о возможном переходе Яшина в какой-либо зарубежный клуб стала сообщать и советская пресса, так как укрепилось мнение, что вратарь перерос границы страны. Хотя в «Динамо» осталось большинство игроков прошлого чемпионского сезона, новый розыгрыш чемпионата СССР у команды не задался с самого начала. Игра второго тура против «Шахтёра» стала для Яшина 200-й за клуб. В июне начался финальный этап чемпионата Европы, тогда в игре 1/2 финала против сборной Дании Лев Иванович сохранил свои ворота «сухими», а сборная СССР победила 3:0. В финале соперником советской команды стала сборная Испании, и несмотря на отказ последней от игры четыре года назад, финал между командами всё же был проведён. Встреча для них получилась сложной, а её итоговый счёт определил гол испанца Марселино в последние 10 минут — 1:2. После матча Яшин сказал, что считает победу своего соперника заслуженной. Волна недовольства, которая возникла после полученного серебра (главный тренер сборной Бесков был отстранён), Яшина не затронула. Вратарь вновь демонстрировал достойную игру, но «Динамо» в том сезоне заняло только седьмое место. 23 сентября он принял участие в матче сборной Европы против сборной Югославии (7:2) и наряду с Эйсебио был признан лучшим игроком встречи. В том году его избрали в президиум Федерации футбола СССР, хотя он являлся действующим спортсменом.

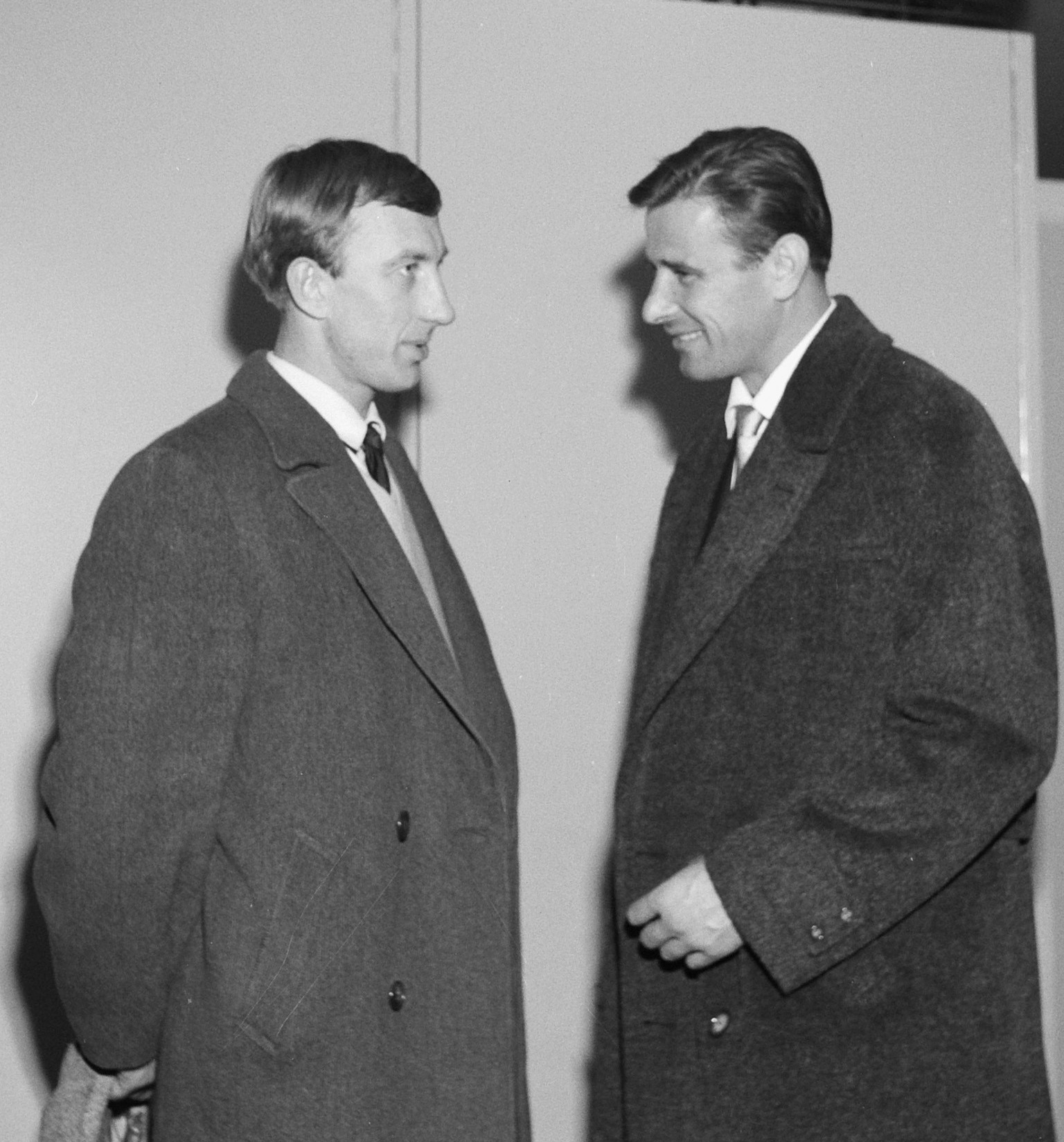
Игорь Нетто и Лев Яшин

По окончании сезона 1964 года «Динамо» отправилось в турне по Южной Америке, в котором Яшин отыграл все матчи. Зимой в прессе возникла информация о том, что во время турне была согласована сделка о продаже советского вратаря в бразильский клуб «Фламенго», которую в феврале 1965 года опроверг еженедельник «Футбол». Яшин действительно тренировался в составе «Фламенго», что и породило интерес прессы, однако он делал это в качестве приглашённого гостя на турнир в честь 75-летия бразильского клуба, после чего вернулся в «Динамо». С начала сезона 1965 года в матчах сборной СССР вместо Яшина время от времени стали наигрываться перспективные вратари — Виктор Банников и Анзор Кавазашвили. Начав первенство СССР в основе и вновь показав высокий уровень игры, Яшин стал получать новые проблемы со здоровьем, восстановление от которых занимало больше времени. Он выбыл на два месяца, в это время в воротах «бело-голубых» играл Александр Ракитский, позже признанный лучшим дебютантом сезона. Ракитский старался подражать Яшину по манере игры, однако безболезненно заменить его команде не удалось. Один из матчей сборной СССР в период отсутствия Яшина тоже завершился не лучшим образом — советские игроки не смогли удержать сборную Бразилии во главе с Пеле, проиграв в итоге 0:3. Голы в свои ворота пропустили и Банников, и Кавазашвили, вышедший после перерыва. Возвращение Яшина в ворота «Динамо» в июле, помимо непосредственной игры, придало команде уверенности за счёт его репутации и авторитета, но «бело-голубым» этого не хватило. «Динамо» вновь не попало и в тройку призёров лиги, хотя команда претендовала на медали до самого конца турнира. К осени сообщалось, что тренер советской сборной Николай Морозов намерен использовать проводящего хороший сезон Банникова как основного вратаря команды, но практически во всех играх до конца года в составе продолжил появляться Лев Яшин, не давая повода для своей замены. Сборной СССР тогда удалось пройти отбор на ЧМ-1966. В ноябре был проведён ещё один матч против бразильской национальной команды — в этот раз СССР удалось отстоять ничью 2:2.
В начале 1965 года Яшин принял участие в прощальном матче Стэнли Мэттьюза. К началу чемпионата мира 1966 года на место в воротах сборной СССР, помимо уже 36-летнего Яшина, претендовали проявившие себя Банников и Кавазашвили, которые были значительно моложе и не подвержены травмам. Несмотря на большой для футболиста возраст и полученные достижения, Лев Иванович по-прежнему хотел играть, в том числе и в сборной. По словам самого Яшина, он был за конкуренцию в составе сборной и не пытался закрывать дорогу более молодым вратарям. Он стал самым возрастным игроком в составе сборной СССР. В товарищеских играх перед турнирам в воротах сыграли все трое, а выбор основного вратаря на чемпионат мира оставался неопределённым вплоть до его начала. На первый матч группового этапа против сборной КНДР в воротах вышел Кавазашвили (победа 3:0), однако в игре с более опытной сборной Италии вышел именно Яшин. Игра завершилось второй победой СССР в группе, в результате чего советская сборная вышла в плей-офф. В игре с итальянцами Лев Иванович повредил плечо, и в следующей игре против Чили участия не принял. За время короткого перерыва от полученного повреждения удалось оправиться, и к игре 1/4 финала против Венгрии Яшин вновь был в воротах. Совершив несколько решающих сейвов, опытный вратарь помог своей сборной победить и впервые в истории выйти в полуфинал мундиаля. Соперником на этой стадии предстала сборная ФРГ. По ходу матча советская сборная лишилась удалённого Игоря Численко, ослабила команду и травма Йожефа Сабо. В упорной борьбе ФРГ благодаря голам Халлера и Беккенбауэра одержала победу. Как позже отмечал журналист М. И. Мержанов, причины поражения не касались игры Яшина. Матч за третье место против Португалии вышел более спокойным, нежели остальные игры плей-офф, однако в нём сборная СССР вновь уступила. Четвёртое место, на котором в итоге оказалась советская команда, получившая (согласно действовавшим правилам) бронзовые медали, стало её наивысшим достижением в истории чемпионатов мира. Московское «Динамо» же завершило чемпионат СССР 1966 года на восьмом месте.

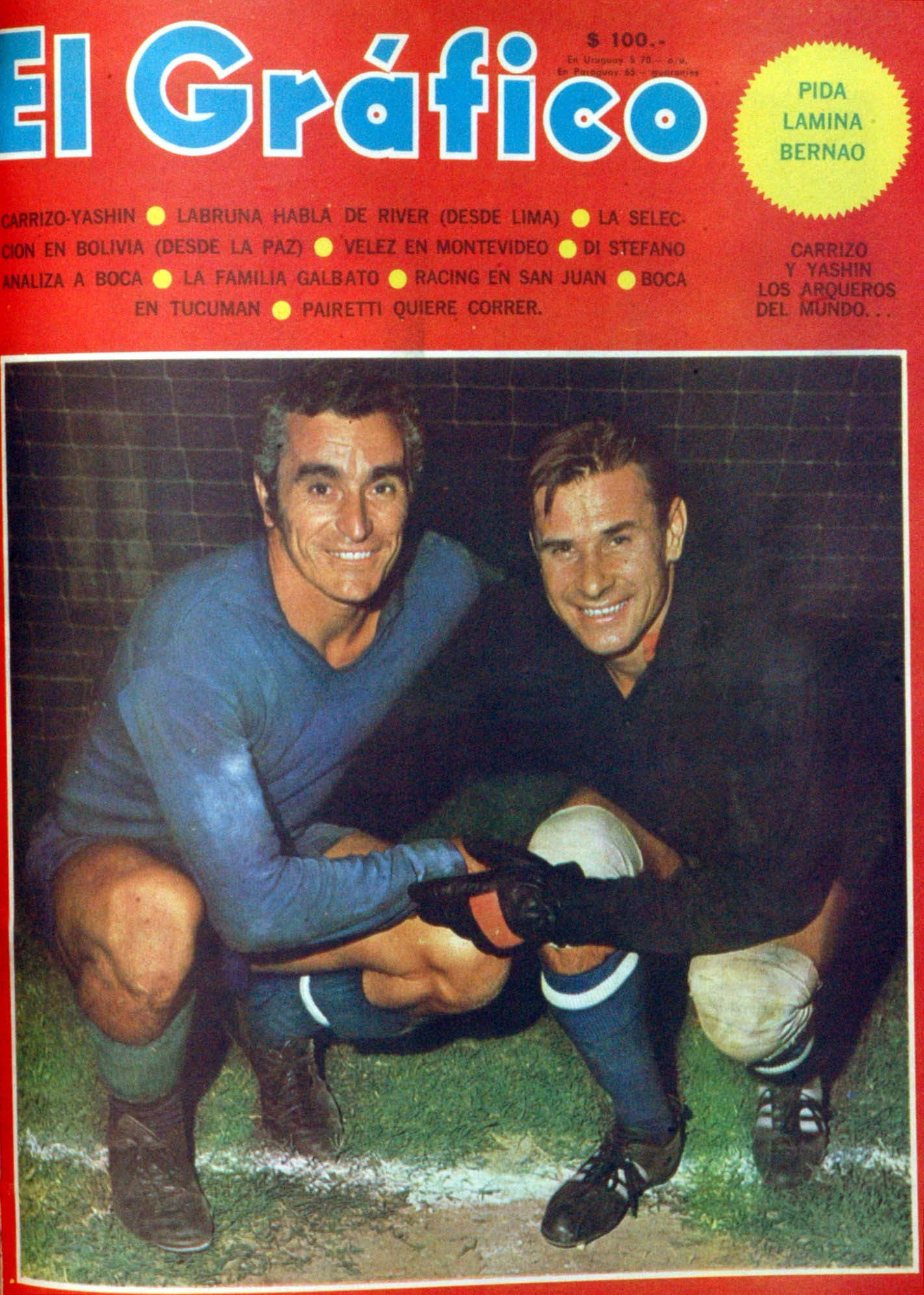
Фото Льва Яшина и Амадео Каррисо на обложке журнала El Gráfico

Перед началом сезона 1967 года «Динамо» возглавил Константин Бесков, которому удалось повернуть ситуацию в клубе в лучшую сторону. В преддверии сезона лишь место вратаря команды не вызывало вопросы, но в результате работы нового специалиста вплоть до 15 тура национального первенства «Динамо» не проиграло ни одной игры. В первом круге Яшина часто заменяли дублёры — Александр Ракитский и Михаил Скоков. Второй круг опытный вратарь отыграл полностью. «Бело-голубые» до конца сезона являлись претендентами на чемпионство, но золотые медали достались футболистам из киевского «Динамо». Удачным стал и розыгрыш Кубка СССР 1967 года — тогда команде Льва Яшина удалось дойти до финала и одержать в нём победу над ЦСКА. Также в июле 1967 года он принял участие в прощальном матче Тургая Шерена. В том же году сборную СССР возглавил Михаил Якушин. Несмотря на тесное знакомство с Яшиным, именно при этом тренере он провёл свой последний матч за национальную команду. Это произошло 16 июля 1967 года во время отборочного турнира на Евро-1968 — тогда он вышел на игру против сборной Греции (4:0). Яшин продолжил вызываться в сборную и в дальнейшем, однако более на поле не выходил. В том же 1967 году он окончил школу тренеров при Государственном центральном институте физической культуры.

### Последние сезоны и прощальные матчи (1968—1971)
В сезоне 1968 года Бесков продолжил рассчитывать на Яшина как на основного вратаря своей команды. «Динамо» в этом сезоне вернулось в ранг одного из предполагаемых фаворитов лиги, команде также предстояло впервые в своей истории выступить на международном официальном турнире, однако по политическим мотивам этого не случилось. Как и в предыдущих сезонах, Яшин, начав сезон в основе и проведя несколько матчей, получил травму, из-за которой ему пришлось выбыть из команды. В отсутствие Яшина «бело-голубые» провели серию неудачных встреч, а защитник команды Георгий Рябов поделился мыслями про то, что именно травма голкипера сыграла в этом большую роль. Дублёры Яшина Ракитский и Иванов, несмотря на наличие опыта, не справились с возложенной на них нагрузкой. В конце июня Яшин вернулся на поле. Возвращение основного вратаря придало команде сил, и уже в первом его матче была одержана победа над московским «Локомотивом» со счётом 6:2. Во втором круге «Динамо» удалось показать множество победных результатов — команда выиграла 14 матчей и набрала 31 очко. «Бело-голубым» удалось обрести свою игру и занять пятое место в таблице. 6 ноября 1968 года Яшин провёл ещё один матч в составе сборной мира, в этот раз соперником стала сборная Бразилии. Советский вратарь в той встрече пропустил гол в свои ворота от Ривелино.
Свой 20-й сезон в чемпионате СССР, 1969 года, Яшин, как и прежде, начал основным вратарём. Команда со старта сезона показывала невыразительные результаты. К началу лета Лев Иванович вновь получил травму и вернулся на поле лишь в июле, в поединке с «Араратом». В нём Яшин был признан лучшим игроком встречи. К концу сезона «Динамо» вновь удалось улучшить выступления, однако игра в сезоне, как и в несколько прошлых лет, была омрачена периодическим отсутствием Яшина в воротах. Однако и в момент его выступлений «бело-голубым» было сложно обрести стабильность. В сезоне 1970 года московское «Динамо» показало более успешные выступления. Начавшийся чемпионат СССР показал, что Яшин по-прежнему незаменим для команды и демонстрирует высокий уровень игры. С учётом окончания предыдущего сезона, Яшин не пропускал в свои ворота на протяжении 662 минут подряд. На чемпионат мира 1970 года тренер Гавриил Качалин заявил Яшина как третьего вратаря, другими голкиперами были Анзор Кавазашвили (который и провёл все четыре игры на турнире) и Леонид Шмуц. После вылета в четвертьфинале от сборной Уругвая Яшин обозначил Кавазашвили как одного из лучших в составе сборной СССР. Тот чемпионат мира стал для Льва Ивановича четвёртым — ни один советский футболист не побывал на большем количестве мировых первенств. После возобновления чемпионата Яшин 2 июля сыграл «на ноль» в поединке с киевским «Динамо», а в матче со «Спартаком» 13 июля пропустил в свои ворота четыре гола, из которых игроки «бело-голубых» смогли отыграть лишь один. После той игры в чемпионате в основном выступал перешедший перед началом сезона в «Динамо» из «Днепра» Владимир Пильгуй. Яшин в свою очередь сыграл в оставшихся матчах Кубка СССР 1970 и помог своей команде дойти до его финала против тбилисского «Динамо». Финальная игра завершилась победой московского клуба 2:1, а выигранный трофей стал последним в карьере Яшина. 30 августа 1970 года Лев Иванович Яшин провёл свою последнюю официальную игру в составе «Динамо», соперником выступил ЦСКА. Матч завершился со счётом 0:1, победный гол забил Владимир Федотов.
27 мая 1971 года на Центральном стадионе имени В. И. Ленина в Москве состоялся прощальный матч Льва Яшина. В этой встрече сборная клубов Всесоюзного спортобщества «Динамо» (приняли участие футболисты из Москвы, Киева и Тбилиси) играла против сборной «звёзд» мира, за которую выступили Эйсебио, Бобби Чарльтон, Герд Мюллер и другие. Яшин лично встречал всех приглашённых игроков в аэропорту. На 51-й минуте игры советский вратарь установил мяч на углу вратарской, подозвал судью и прошёл через всё поле в раздевалку, под овации трибун. Ему навстречу шёл вратарь Владимир Пильгуй, который и занял место в воротах в той игре. На момент ухода Яшина счёт был 2:0 в пользу его команды, однако завершилась игра со счётом 2:2. Пильгуй стал основным вратарём «Динамо» на последующие 11 лет.
31 августа этого же года состоялась ещё одна прощальная игра Льва Яшина — во встрече между сборной Италии и сборной остального мира приняли участие многие ветераны, завершившие к тому моменту карьеру, а также другие звёздные игроки. Встреча завершилась победой Италии со счётом 4:2.

## После завершения карьеры
Вскоре после своего последнего официального выступления за «Динамо» Яшину было предложено остаться в клубе в должности начальника команды. В декабре 1970 года он делился мыслями про то, что видит свою новую роль в помощи главному тренеру Бескову в создании успешного коллектива. Согласно заметке журналиста, бравшего интервью у бывшего вратаря, на тот момент он всё ещё ощущал себя игроком, нежели руководителем, хоть карьера и была закончена. В этой роли Яшин полноценно начал работать с осени 1971 года. Должность начальника команды обязывала его заниматься воспитательной работой в коллективе, а также предусматривала выполнение хозяйственных задач. Задачи Яшина были достаточно обширны, но, по замечанию В. И. Галедина, оказались размытыми. После увольнения Бескова из «Динамо» в 1972 году Яшин остался на своей должности. В период его работы команда показывала приемлемые результаты в национальной лиге. Согласно словам жены Льва Ивановича, после трагической гибели молодого футболиста А. Е. Кожемякина в 1974 году Яшина обвинили «в ослаблении морально-воспитательной работы» и перевели на другую должность — в Центральном совете спортивного общества «Динамо». В октябре 1976 года он перешёл на работу в Управление футбола Спорткомитета СССР в качестве заместителя начальника по воспитательной работе. Характер и авторитет Яшина позволяли ему приносить пользу в работе Спорткомитета. В 1981 году был назначен на должность заместителя председателя Федерации футбола СССР.
Помимо работы на руководящих должностях, Яшин был членом Центрального штаба Клуба юных футболистов «Кожаный мяч», часто делал там символический первый удар по мячу. Ему же и принадлежала идея об образовании этого турнира — возрождения дворового футбола «в культурном виде». Также Яшин в течение трёх лет подряд был главным судьёй зимнего турнира по мини-футболу в Тольятти. В период неудачных выступлений национальной сборной в 1970 годах, с подачи руководства страны, Лев Иванович стал становиться публичной фигурой в СССР, выступать в прессе и на телевидении, а также ездить по стране. В газетах появлялись публикации о возникшей «яшинской школе вратарей». Тем не менее в период своей жизни лично Яшин так и не был задействован в создании какой-либо академии.
К 1984 году Лев Яшин перенёс инфаркт и инсульт. В сентябре того года у него началась гангрена на ноге. Тогда же Яшину удалили тромб, но некроз продолжил постепенно прогрессировать, и это привело к ампутации одной ноги. В дальнейшем Яшину приходилось использовать протез. В 1985 году за заслуги в развитии олимпийского движения он был удостоен награды от Международного олимпийского комитета — Олимпийского ордена. В 1988 году за вклад в развитие футбола был награждён орденом ФИФА «За заслуги». В 1989 году был проведён торжественный матч в честь 60-летия Льва Ивановича, в котором сыграли многие известные игроки прошлого и настоящего, сама встреча завершилась со счётом 2:2. 
В конце 1989 года у Яшина был диагностирован рак в неоперабельной стадии. В марте 1990 года Яшину было присвоено звание Героя Социалистического Труда. Супруга Яшина Валентина Тимофеевна говорила, что решение о награждении Яшина было принято во многом благодаря усилиям Николая Озерова. Вручение награды состоялось дома у Яшина в середине марта (Никита Симонян указывал 14 марта), звездой Героя Яшина наградил председатель Совета Национальностей Верховного Совета СССР Рафик Нишанов. Менее чем через неделю, вечером 20 марта, Лев Яшин скончался. Причиной смерти послужил рак желудка, образовавшийся от многолетней язвы. Был похоронен на Ваганьковском кладбище (25-й участок, памятник на могиле работы Вячеслава Клыкова).

## Характеристика игрока
В начале 1950-х годов среди вратарей стала распространяться новая манера игры на выходах, по всей штрафной площадке, которую развил Яшин. Одним из первых вратарей, освоивших игру за пределами вратарской, стал игрок сборной Болгарии Апостол Соколов. По замечанию биографа Виктора Асаулова, Яшину удалось сломать стереотипное представление о том, что наиболее яркими и влияющими на исход матча игроками в футболе становятся прежде всего нападающие, реже — полузащитники и защитники. Он получал признание от болельщиков независимо от их идеологических, религиозных пристрастий, а также национальности. Напротив, в отличие от других советских спортсменов, Яшин стал известен по всему миру в лучшем свете невзирая на политическую обстановку холодной войны между СССР и странами Запада. Несмотря на критику в начале карьеры, которую Яшин получал из-за новаторской манеры игры (например от первого вице-президента ФИФА Валентина Гранаткина), с проведёнными удачными сезонами в «Динамо» публика оценила его игру. Во всём мире Яшина называли либо «Чёрная пантера» (за его чёрную вратарскую форму, подвижность и акробатические прыжки), либо «Чёрный паук» (за его длинные, всё достающие руки). Сам Яшин не питал приятных эмоций в отношении подобных прозвищ. На протяжении части карьеры он выступал в кепке, как и некоторые другие вратари того времени. Головной убор помогал вратарю лучше ориентироваться на солнце, однако во время выступления на Евро-1960 кепка была утеряна (или украдена), после чего Яшин стал играть без неё.

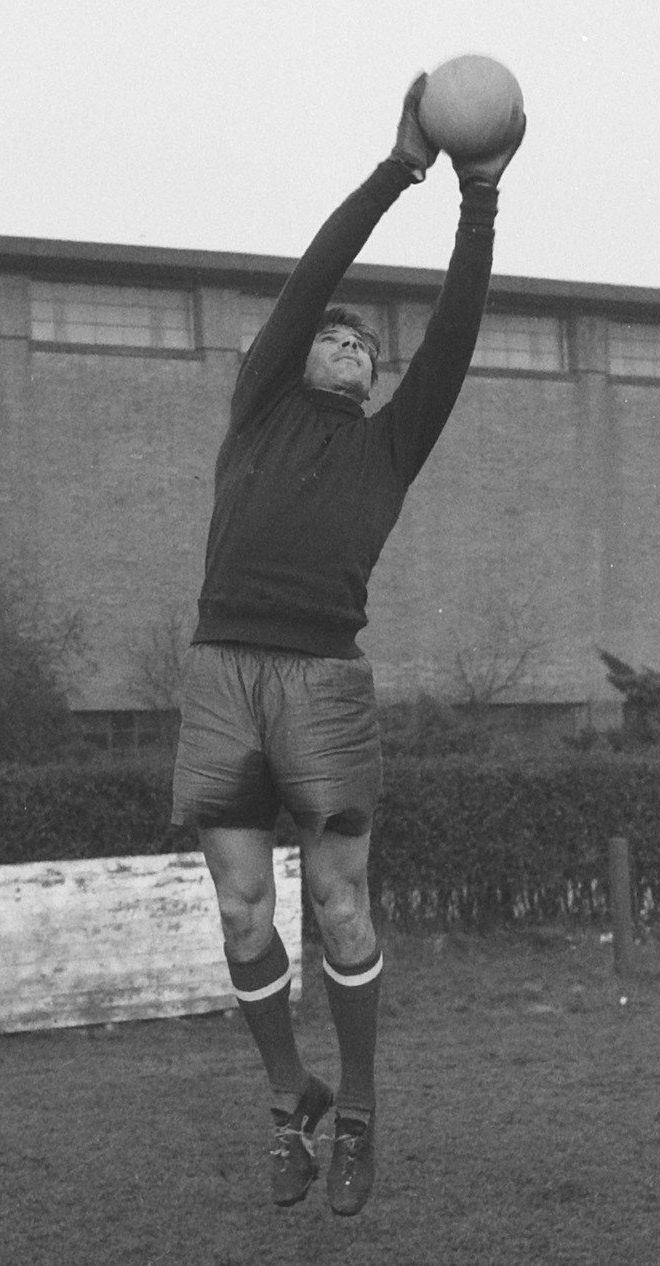
Яшин на тренировке, 1960 год

Лев Филатов отмечал, что Яшин был очень удачно сложен для вратаря, имел длинные руки и был хорошо координирован. Тем не менее в основе его успеха были не физические данные, а способность предугадывать действия противника и заранее находиться там, где легче всего забрать мяч. Он не стремился к яркой и артистичной игре, предпочитая сыграть просто и незаметно. Игра на опережение была отличительной чертой Яшина — он просчитывал вероятные действия как партнёров, так и противников. Интуиция помогала вратарю реагировать не на момент удара, а на намерение совершить его. Ещё одной его чертой была хладнокровная и уверенная игра. В отдельных эпизодах некоторые вратари (как в СССР, так и за рубежом) могли сыграть ярче и эффектнее Яшина, однако, как отмечал тренер Михаил Якушин, прежде всего игра многолетнего вратаря «Динамо» отличалась своей стабильностью и надёжностью. Яшин выступал и организатором обороны своей команды. Он раздавал указания защитникам по ходу игры, руководил действиями при стандартах в свои ворота. В определённой степени Лев Иванович был на поле играющим тренером. Яшин же отвечал и за начало контратаки при успешном отборе мяча — он стал, как минимум, одним из первых вратарей в футболе, который вводил мяч в поле рукой, причём сила его броска позволяла мячу добраться даже до нападающих. По словам Якушина, Яшин первым стал регулярно выносить мяч в поле кулаками (причём точно), вместо того чтобы ловить его в руки. Часто Яшин выполнял роль свободного защитника (либеро), что давало его команде преимущество в виде дополнительного игрока, участвующего в розыгрыше мяча. Тренер Якушин старался максимально задействовать эти качества Яшина. Помимо кулаков, иногда выбивал мяч и головой — за пределами штрафной площади. В те времена это считалось новаторством. В одной из игр против сборной Уругвая, когда Яшин провернул данный трюк, удивлённый судья назначил за это штрафной (как за игру рукой), однако позже извинился.
Комментарии некоторых футболистов гласили о том, что авторитет Яшина давил на его соперников прямо во время матчей, из-за чего ограничиваясь лишь этим фактором забить в его ворота было гораздо труднее. Например, Эдуард Стрельцов и Валентин Иванов в матчах против него старались разыгрывать мяч до последнего — только так им представлялось возможным поразить ворота Яшина. По данным Константина Есенина, к 1960 году число футболистов, которые забили в ворота Льва Яшина больше одного гола в рамках чемпионата, не сильно превышало десяток. Благодаря подобному авторитету Яшину реже били по воротам, нежели другим вратарям — не надеясь, что его можно застать врасплох.
Согласно комментарию Алексея Леонтьева, в игре Яшина сочетались лучшие качества многих советских вратарей прошлого, однако он действовал в воротах проще. Выбор позиции и реакция позволяли ему успешно ликвидировать угрозу для ворот, причём он демонстрировал высокий уровень как при игре с мячами, летящими по воздуху, так и теми, которые катились по полю. Леонтьев считал, что Яшин был бы одним из лучших советских вратарей, даже если бы он ограничил себя игрой на ленточке. По словам Анатолия Акимова, Яшин был первым вратарём, который стал регулярно отдавать пасы низом своим защитникам, находящимся на свободных флангах — для развития атаки (прочие вратари выбивали мяч далеко вперёд). Как отмечал Валерий Лобановский, Яшина выделяло и то, что он никогда не выключался из игры.
Распространённая информация о том, что Яшин отбил за карьеру более сотни пенальти, скорее всего, не соответствует действительности. Согласно биографической книге Галедина, отражение одиннадцатиметровых ударов не являлось явно сильной его стороной. Сам Яшин отмечал, что грамотно исполненный удар с пенальти вратарю отбить невозможно. Если учесть, что вратарь ещё и стоит на линии ворот без движения, удар возможно отбить только в случае явной ошибки исполнителя. К середине 1960-х годов Лев Иванович старался улучшить свою игру в этом компоненте и действовать при ударах с точки более эффективно. Ему удавалось отбивать пенальти за счёт не только мастерства, но и превосходства в психологической дуэли — при ударе в ворота Яшина даже лучших игроков часто охватывала неуверенность.
Своей манерой игры Лев Яшин задал новые стандарты для определения хорошей игры на позиции вратаря в футболе. Он продемонстрировал, что игрок этого амплуа может отвечать не только за оборону своих ворот от нападающих противника, но и руководство ближайшими к ним подступами. Более того, действуя по всей штрафной, он становился и организатором атак своей команды. Игра Яшина повлияла на развитие всего мирового футбола, что выражается и в современных реалиях. Яшин стал первым советским вратарём «телевизионной эпохи» — в течение его карьеры в СССР стали проводиться трансляции матчей, а пиковым моментом стал «Матч столетия» сборной мира против сборной Англии, в котором он принимал участие.

## Личность и характер
«Если я и достиг чего-то в спорте, то шёл к этим достижениям тем же путём, что идёт каждый мастеровой человек»
Отличительные черты характера Льва Яшина выражались в его высокой степени совестливости и частых переживаниях. Не обвинял своих партнёров по команде в ошибках. Отличался высокой требовательностью к самому себе. Как отмечает Асаулов, успехов в спорте вратарь добился за счёт серьёзного отношения к обучению, жажды познания, целеустремлённости и многочисленных тренировок. Согласно словам самого Яшина, он не относил себя к категории феноменов и отмечал, что ему было нелегко постигать вратарскую позицию. Занимался самоанализом и часто разбирал собственные ошибки.
На протяжении всех своих выступлений Лев Яшин не страшился конкуренции и не испытывал прений с другими кандидатами на позицию вратаря по поводу того, кто должен играть в основе. По словам Владимира Пильгуя, Яшин не навязывал своё мнение, поддерживая лишь советом. На тренировках отличался работоспособностью, даже в самые поздние годы карьеры. Как отмечает Галедин, Яшин «ценил песни, умел танцевать и расположить к себе, всё время улыбался, а также был добродушен и отзывчив». Не одобрял проявление лени и безразличия у партнёров, в связи с чем мог серьёзно разозлиться.
Согласно комментариям собеседников Яшина, он был достаточно простым человеком, но внимательным и интересным. Обладал обаянием, был естественным, искренним и интеллигентным, однако не выделялся разговорчивостью. Он не имел громких конфликтов в футбольной среде, в основном поддерживая со всеми дружелюбные отношения. Яшин не владел какими-либо иностранными языками, однако ему удавалось находить общий язык со многими иностранцами. В их числе были и звёзды футбола (Пеле, Пушкаш, Планичка и др.). Лев Иванович входил в перечень наиболее авторитетных и уважаемых людей в сборной СССР, иногда выходил на поле в роли капитана, однако, согласно Галедину, преимуществами своего положения вратарь не пользовался. По словам Льва Филатова, Яшин не делал шагов навстречу своей известности — вне поля он делал всё, что от него было необходимо, но не более.

## Достижения

### Командные
«Динамо» Москва (футбольный клуб)
- Чемпион СССР (5): 1954, 1955, 1957, 1959, 1963[216]
- Обладатель Кубка СССР (3): 1953, 1966/67, 1970[216]

Сборная СССР
- Олимпийский чемпион: 1956[216]
- Победитель чемпионата Европы: 1960[216]
- Серебряный призёр чемпионата Европы: 1964[216]
- Бронзовый призёр (за четвёртое место) чемпионата мира: 1966[129]
- Победитель Спартакиады народов СССР: 1956[63]

«Динамо» Москва (хоккейный клуб)
- Обладатель Кубка СССР: 1953[39]

### Личные
- Обладатель «Золотого мяча» как лучший футболист Европы по версии журнала France Football: 1963[5]
- В списке 33 лучших футболистов сезона в СССР: 16 раз, из них № 1 (1955—1966 и 1968) — 13 раз, № 2 (1953), № 3 (1969) и б/н (1967)[217]
- «Вратарь года» в СССР по версии журнала «Огонёк» (3): 1960, 1963, 1966[216][218]
- Включён в состав символической сборной по итогам чемпионата Европы по версии УЕФА (2): 1960, 1964[219]
- Член Клуба Игоря Нетто[220]
- Включён в список величайших футболистов XX века по версии World Soccer[221]
- Включён в список 52 «золотых игроков» и как лучший футболист России за период 1954—2003 годов удостоен юбилейного приза к 50-летию УЕФА[222]
- Включён в символические сборные из лучших игроков XX века по версии журналов Placar, Voetbal International, Planète Foot, Venerdi, O Estado de S. Paulo[223]
- Включён в символическую сборную из лучших игроков в истории чемпионатов мира по версии ФИФА (на 2002 год)[223]
- Включён в символическую сборную из лучших игроков в истории по версии МФФИИС[224]
- Признан лучшим вратарём XX века по версии ФИФА[225]
- Признан лучшим вратарём XX века по версии МФФИИС[226]
- Признан лучшим вратарём в истории по версии France Football[5] и МФФИИС[9]

### Государственные и прочие награды
- Звание «Герой Социалистического Труда» (1990; с вручением медали «Серп и Молот» № 20961 и ордена Ленина № 460034)[100][227]
- Орден Ленина (16.09.1960) — «за успешные выступления в XVII летних и VIII зимних Олимпийских играх 1960 года, а также за выдающиеся спортивные достижения»[228]
- Два ордена Трудового Красного Знамени (27.04.1957 — «за успехи, достигнутые в деле развития массового физкультурного движения в стране, повышения мастерства советских спортсменов, и успешное выступление на международных соревнованиях»; 1971)[31][228]
- Медаль «За доблестный труд в Великой Отечественной войне 1941—1945 гг.» (1945)[20]
- Звание «Заслуженный мастер спорта СССР» (1957)[4]
- Нагрудный знак «Заслуженный работник МВД»[229]
- Серебряный Олимпийский орден (1985)[228][164]
- Орден ФИФА «За заслуги» (1988)[230]

## Статистика выступлений

### Матчи Яшина за «Динамо»
Статистическая таблица основана на данных с официального сайта «Динамо» и сайта болельщиков. Прочие источники могут информировать о других цифрах. Существует информация, что Яшин за всю карьеру в сумме провёл более 800 игр.
| Сезон | Чемпионат | Чемпионат | Кубок | Кубок | Всего | Всего |
| Сезон | Игр       | Голы      | Игр   | Голы  | Игр   | Голы  |
| ----- | --------- | --------- | ----- | ----- | ----- | ----- |
| 1950  | 2         | −5        | 0     | 0     | 2     | −5    |
| 1951  | —         | —         | —     | —     | 0     | 0     |
| 1952  | —         | —         | —     | —     | 0     | 0     |
| 1953  | 13        | −11       | 5     | −2    | 18    | −13   |
| 1954  | 24        | −20       | 1     | −3    | 25    | −23   |
| 1955  | 22        | −16       | 4     | −3    | 26    | −19   |
| 1956  | 19        | −29       | 0     | 0     | 19    | −29   |
| 1957  | 12        | −7        | 0     | 0     | 12    | −7    |
| 1958  | 6         | −8        | 0     | 0     | 6     | −8    |
| 1959  | 19        | −15       | 0     | 0     | 19    | −15   |
| 1960  | 18        | −16       | 2     | −2    | 20    | −18   |
| 1961  | 19        | −21       | 2     | 0     | 21    | −21   |
| 1962  | 17        | −11       | 0     | 0     | 17    | −11   |
| 1963  | 27        | −6        | 2     | −2    | 29    | −8    |
| 1964  | 28        | −23       | 3     | −4    | 31    | −27   |
| 1965  | 20        | −11       | 0     | 0     | 20    | −11   |
| 1966  | 8         | −6        | 0     | 0     | 8     | −6    |
| 1967  | 20        | −11       | 6     | −3    | 26    | −14   |
| 1968  | 17        | −11       | 2     | −2    | 19    | −13   |
| 1969  | 22        | −20       | 2     | −1    | 24    | −21   |
| 1970  | 13        | −6        | 3     | −2    | 16    | −8    |
| Итого | 326       | −253      | 32    | −24   | 358   | −277  |

### Матчи Яшина за сборную
Статистика приведена по данным сайта eu-football.info, по другим данным Яшин провёл 78 игр за сборную и пропустил 72 мяча.
| Список матчей Льва Яшина за сборную СССР | Список матчей Льва Яшина за сборную СССР | Список матчей Льва Яшина за сборную СССР | Список матчей Льва Яшина за сборную СССР | Список матчей Льва Яшина за сборную СССР | Список матчей Льва Яшина за сборную СССР | Список матчей Льва Яшина за сборную СССР |
| №                                        | Дата                                     | Оппонент                                 | Счёт                                     | Пропущено голов                          | Замены                                   | Соревнование                             |
| ---------------------------------------- | ---------------------------------------- | ---------------------------------------- | ---------------------------------------- | ---------------------------------------- | ---------------------------------------- | ---------------------------------------- |
| 1                                        | 8 сентября 1954                          | Швеция                                   | 7:0                                      | 0                                        | —                                        | Товарищеский матч                        |
| 2                                        | 26 сентября 1954                         | Венгрия                                  | 1:1                                      | 1                                        | —                                        | Товарищеский матч                        |
| 3                                        | 26 июня 1955                             | Швеция                                   | 6:0                                      | 0                                        | —                                        | Товарищеский матч                        |
| 4                                        | 21 августа 1955                          | ФРГ                                      | 3:2                                      | 2                                        | —                                        | Товарищеский матч                        |
| 5                                        | 16 сентября 1955                         | Индия                                    | 11:1                                     | 1                                        | —                                        | Товарищеский матч                        |
| 6                                        | 25 сентября 1955                         | Венгрия                                  | 1:1                                      | 1                                        | —                                        | Товарищеский матч                        |
| 7                                        | 1 июля 1956                              | Дания                                    | 5:1                                      | 1                                        | —                                        | Товарищеский матч                        |
| 8                                        | 11 июля 1956                             | Израиль                                  | 5:0                                      | 0                                        | —                                        | Отборочные матчи ОИ-1956                 |
| 9                                        | 31 июля 1956                             | Израиль                                  | 2:1                                      | 1                                        | —                                        | Отборочные матчи ОИ-1956                 |
| 10                                       | 15 сентября 1956                         | ФРГ                                      | 2:1                                      | 1                                        | —                                        | Товарищеский матч                        |
| 11                                       | 23 сентября 1956                         | Венгрия                                  | 0:1                                      | 1                                        | —                                        | Товарищеский матч                        |
| 12                                       | 21 октября 1956                          | Франция                                  | 1:2                                      | 2                                        | —                                        | Товарищеский матч                        |
| 13                                       | 24 ноября 1956                           | ОКГ                                      | 2:1                                      | 1                                        | —                                        | ОИ-1956. 1/8 финала                      |
| 14                                       | 29 ноября 1956                           | Индонезия                                | 0:0                                      | 0                                        | —                                        | ОИ-1956. 1/4 финала                      |
| 15                                       | 5 декабря 1956                           | Болгария                                 | 2:1                                      | 1                                        | —                                        | ОИ-1956. 1/2 финала                      |
| 16                                       | 8 декабря 1956                           | Югославия                                | 1:0                                      | 0                                        | —                                        | ОИ-1956. Финал                           |
| 17                                       | 1 июня 1957                              | Румыния                                  | 1:1                                      | 1                                        | —                                        | Товарищеский матч                        |
| 18                                       | 23 июня 1957                             | Польша                                   | 3:0                                      | 0                                        | —                                        | Отборочные матчи ЧМ-1958                 |
| 19                                       | 21 июля 1957                             | Болгария                                 | 4:0                                      | 0                                        | —                                        | Товарищеский матч                        |
| 20                                       | 20 октября 1957                          | Польша                                   | 1:2                                      | 2                                        | —                                        | Отборочные матчи ЧМ-1958                 |
| 21                                       | 24 ноября 1957                           | Польша                                   | 2:0                                      | 0                                        | —                                        | Отборочные матчи ЧМ-1958                 |
| 22                                       | 18 мая 1958                              | Англия                                   | 1:1                                      | 1                                        | —                                        | Товарищеский матч                        |
| 23                                       | 8 июня 1958                              | Англия                                   | 2:2                                      | 2                                        | —                                        | ЧМ-1958. Групповой этап                  |
| 24                                       | 11 июня 1958                             | Австрия                                  | 2:0                                      | 0                                        | —                                        | ЧМ-1958. Групповой этап                  |
| 25                                       | 15 июня 1958                             | Бразилия                                 | 0:2                                      | 2                                        | —                                        | ЧМ-1958. Групповой этап                  |
| 26                                       | 17 июня 1958                             | Англия                                   | 1:0                                      | 0                                        | —                                        | ЧМ-1958. Групповой этап                  |
| 27                                       | 19 июня 1958                             | Швеция                                   | 0:2                                      | 2                                        | —                                        | ЧМ-1958. 1/4 финала                      |
| 28                                       | 6 сентября 1959                          | Чехословакия                             | 3:1                                      | 1                                        | —                                        | Товарищеский матч                        |
| 29                                       | 27 сентября 1959                         | Венгрия                                  | 1:0                                      | 0                                        | —                                        | Отборочные матчи ЧЕ-1960                 |
| 30                                       | 19 мая 1960                              | Польша                                   | 7:1                                      | 0                                        | 68'                                      | Товарищеский матч                        |
| 31                                       | 6 июля 1960                              | Чехословакия                             | 3:0                                      | 0                                        | —                                        | ЧЕ-1960. 1/2 финала                      |
| 32                                       | 10 июля 1960                             | Югославия                                | 2:1                                      | 1                                        | —                                        | ЧЕ-1960. Финал                           |
| 33                                       | 17 августа 1960                          | ГДР                                      | 1:0                                      | 0                                        | —                                        | Товарищеский матч                        |
| 34                                       | 4 сентября 1960                          | Австрия                                  | 3:1                                      | 3                                        | —                                        | Товарищеский матч                        |
| 35                                       | 21 мая 1961                              | Польша                                   | 0:1                                      | 1                                        | —                                        | Товарищеский матч                        |
| 36                                       | 23 августа 1961                          | Норвегия                                 | 3:0                                      | 0                                        | —                                        | Отборочные матчи ЧМ-1962                 |
| 37                                       | 12 ноября 1961                           | Турция                                   | 2:1                                      | 1                                        | —                                        | Отборочные матчи ЧМ-1962                 |
| 38                                       | 18 ноября 1961                           | Аргентина                                | 2:1                                      | 0                                        | 85'                                      | Товарищеский матч                        |
| 39                                       | 29 ноября 1961                           | Уругвай                                  | 2:1                                      | 1                                        | —                                        | Товарищеский матч                        |
| 40                                       | 11 апреля 1962                           | Люксембург                               | 3:1                                      | 1                                        | —                                        | Товарищеский матч                        |
| 41                                       | 18 апреля 1962                           | Швеция                                   | 2:0                                      | 0                                        | —                                        | Товарищеский матч                        |
| 42                                       | 27 апреля 1962                           | Уругвай                                  | 5:0                                      | 0                                        | 76'                                      | Товарищеский матч                        |
| 43                                       | 31 мая 1962                              | Югославия                                | 2:0                                      | 1                                        | —                                        | ЧМ-1962. Групповой этап                  |
| 44                                       | 3 июня 1962                              | Колумбия                                 | 4:4                                      | 4                                        | —                                        | ЧМ-1962. Групповой этап                  |
| 45                                       | 6 июня 1962                              | Уругвай                                  | 2:1                                      | 1                                        | —                                        | ЧМ-1962. Групповой этап                  |
| 46                                       | 10 июня 1962                             | Чили                                     | 1:2                                      | 2                                        | —                                        | ЧМ-1962. 1/4 финала                      |
| 47                                       | 22 мая 1963                              | Швеция                                   | 0:1                                      | 1                                        | —                                        | Товарищеский матч                        |
| 48                                       | 22 сентября 1963                         | Венгрия                                  | 1:1                                      | 1                                        | —                                        | Товарищеский матч                        |
| 49                                       | 10 ноября 1963                           | Италия                                   | 1:1                                      | 1                                        | —                                        | Отборочные матчи ЧЕ-1964                 |
| 50                                       | 1 декабря 1963                           | Марокко                                  | 1:1                                      | 1                                        | —                                        | Товарищеский матч                        |
| 51                                       | 13 мая 1964                              | Швеция                                   | 1:1                                      | 1                                        | —                                        | Отборочные матчи ЧЕ-1964                 |
| 52                                       | 27 мая 1964                              | Швеция                                   | 3:1                                      | 1                                        | —                                        | Отборочные матчи ЧЕ-1964                 |
| 53                                       | 17 июня 1964                             | Дания                                    | 3:0                                      | 0                                        | —                                        | ЧЕ-1964. 1/2 финала                      |
| 54                                       | 21 июня 1964                             | Испания                                  | 1:2                                      | 2                                        | —                                        | ЧЕ-1964. Финал                           |
| 55                                       | 11 октября 1964                          | Австрия                                  | 0:1                                      | 1                                        | —                                        | Товарищеский матч                        |
| 56                                       | 4 ноября 1964                            | Алжир                                    | 2:2                                      | 2                                        | —                                        | Товарищеский матч                        |
| 57                                       | 22 ноября 1964                           | Югославия                                | 1:1                                      | 1                                        | —                                        | Товарищеский матч                        |
| 58                                       | 4 сентября 1965                          | Югославия                                | 0:0                                      | 0                                        | 46'                                      | Товарищеский матч                        |
| 59                                       | 3 октября 1965                           | Греция                                   | 4:1                                      | 1                                        | —                                        | Отборочные матчи ЧМ-1966                 |
| 60                                       | 17 октября 1965                          | Дания                                    | 3:1                                      | 1                                        | —                                        | Отборочные матчи ЧМ-1966                 |
| 61                                       | 21 ноября 1965                           | Бразилия                                 | 2:2                                      | 2                                        | —                                        | Товарищеский матч                        |
| 62                                       | 1 декабря 1965                           | Аргентина                                | 1:1                                      | 1                                        | —                                        | Товарищеский матч                        |
| 63                                       | 22 мая 1966                              | Бельгия                                  | 1:0                                      | 0                                        | —                                        | Товарищеский матч                        |
| 64                                       | 16 июля 1966                             | Италия                                   | 1:0                                      | 0                                        | —                                        | ЧМ-1966. Групповой этап                  |
| 65                                       | 23 июля 1966                             | Венгрия                                  | 2:1                                      | 1                                        | —                                        | ЧМ-1966. 1/4 финала                      |
| 66                                       | 25 июля 1966                             | ФРГ                                      | 1:2                                      | 2                                        | —                                        | ЧМ-1966. 1/2 финала                      |
| 67                                       | 28 июля 1966                             | Португалия                               | 1:2                                      | 2                                        | —                                        | ЧМ-1966. Матч за третье место            |
| 68                                       | 23 октября 1966                          | ГДР                                      | 2:2                                      | 2                                        | —                                        | Товарищеский матч                        |
| 69                                       | 1 ноября 1966                            | Италия                                   | 0:1                                      | 1                                        | —                                        | Товарищеский матч                        |
| 70                                       | 10 мая 1967                              | Шотландия                                | 2:0                                      | 0                                        | —                                        | Товарищеский матч                        |
| 71                                       | 28 мая 1967                              | Мексика                                  | 2:0                                      | 0                                        | 80'                                      | Товарищеский матч                        |
| 72                                       | 3 июня 1967                              | Франция                                  | 4:2                                      | 2                                        | 85'                                      | Товарищеский матч                        |
| 73                                       | 11 июня 1967                             | Австрия                                  | 4:3                                      | 3                                        | —                                        | Отборочные матчи ЧЕ-1968                 |
| 74                                       | 16 июля 1967                             | Греция                                   | 4:0                                      | 0                                        | —                                        | Отборочные матчи ЧЕ-1968                 |

Итого: 74 матча / 70 пропущенных голов; 42 победы, 19 ничьих, 13 поражений.

## Личная жизнь и семья
Лев Яшин увлекался рыбалкой и охотой, однако главной страстью его жизни всегда оставался футбол. Даже находясь на природе за этими занятиями, он полагал, что быстрее восстанавливается после тренировок и матчей. Не оставил увлечение рыбалкой и после потери ноги. Начиная с 13 лет и в течение всей дальнейшей жизни был курильщиком. Яшин пристрастился к этой зависимости в цеху, когда работал на заводе в военное время. Впоследствии он выкуривал около половины пачки папирос в день, продолжая курить в том числе и в преддверии своих матчей как за клуб, так и за сборную. Состоял в КПСС, имел звание полковника Вооружённых сил СССР.
В декабре 1954 года женился на Валентине Тимофеевне Шашковой, которая стала его единственной женой (умерла 10 мая 2022 года). У них появилось две дочери — Ирина и Елена, позже — внуки Василий, Александр и внучка Наталья. Есть и правнучки — Маргарита, Варвара, Любовь, а также правнук Лев. Внук Яшина Василий Фролов тоже был футбольным вратарём: выступал за дубль московского «Динамо», петербургское «Динамо» и «Зеленоград», в 2009 году завершил карьеру. Работал тренером вратарей клуба «Иртыш».
В 1980-е и 1990-е годы неоднократно велись разговоры о планах сноса дома № 15 на Миллионной улице, где Лев Яшин жил в детстве с 1929 по 1941 год. После того как в 1999 году в день 70-летия Яшина командование войсками Московского округа внутренних войск установило на доме мемориальную доску, разговоры о сносе дома прекратились. С 1944 по 1957 год Яшин жил на Большой Садовой улице, 7 (дом не сохранился); с 1957 по 1964 год — на Кутузовском проспекте, 37 (ныне — дом 33). В 1964 году переехал в район Песчаных улиц. 22 октября 2011 года на доме по адресу Чапаевский переулок, 18/1, где он проживал с 1964 по 1990 год, была установлена мемориальная доска.

## Наследие и память
В честь Льва Яшина было проведено множество футбольных турниров в разных странах, чаще при его непосредственном участии. После смерти Яшина в его честь был назван приз, вручающийся лучшему вратарю чемпионата мира, затем этот приз стал называться «Золотая перчатка». Имя Яшина носит приз «Вратарь года», вручаемый ежегодно начиная с 1960 года российским журналом «Огонёк». Также имя спортсмена носит неофициальный символический клуб, куда входят все вратари, которым удалось достичь результата в 100 «сухих» матчей в СССР или России. Первым советским вратарём, которому удалось достичь этой отметки, стал сам Яшин. 
В 1992 году имя Яшина было присвоено малой планете, открытой в Крымской обсерватории в 1978 году. Именем Льва Яшина названы улицы в Тольятти и в Грозном. В декабре 2013 года по инициативе спортивного общества «Динамо» появилась улица Льва Яшина в Некрасовке (ЮВАО Москвы, за пределами МКАД). В честь Льва Яшина была названа академия московского «Динамо». С 2018 года имя Яшина носит центральный стадион «Труд» в Ульяновске.

## Образ в культуре

### В литературе
Лев Яшин был отмечен Владимиром Высоцким в песне «Вратарь». Высоцкий написал эту песню по случаю его завершения карьеры. Роберт Рождественский посвятил Яшину стихотворение, оно получило название «Года летят». Евгений Евтушенко написал о Яшине стихотворение «Вратарь выходит из ворот». В тексте сравнивается нестандартный стиль игры Яшина со свободомыслием, характерным для «шестидесятников» в СССР.
Лев Яшин увековечен в одной из самых известных кричалок «Динамо»:
Лишь в одну команду мы верим!

За неё всегда мы болеем!

Никогда в беде не оставим!

Только Яшин! Только «Динамо»!

Только Яшин! Только «Динамо»!

Только Яшин! Только «Динамо»!

Спортивная биография Яшина послужила темой для множества публикаций, жизни спортсмена посвящено несколько книг. Сам Яшин написал две автобиографии — «Записки вратаря» (1976) и «Счастье трудных побед» (1985).

### В кино
В 1971 году вышел первый фильм о Яшине, снятый режиссёром Сергеем Толкачевым. Вратарю также посвящены такие фильмы, как «Лев Яшин. Легенды и были» (1999), «Лев Яшин — номер один» (2018) и «Лев Яшин. Вратарь моей мечты» (2019). Выход последнего из перечисленных фильмов был запланирован перед чемпионатом мира по футболу 2018 года, прошедшем в России, однако состоялся лишь в 2019 году, через месяц с лишним после 90-летнего юбилея со дня рождения Яшина. Дублёром актёров в спортивных сценах фильма выступил внук главного героя Василий Фролов. Известно, что в написании сценария участвовала вдова Яшина.

### В скульптуре
В Москве установлено как минимум четыре памятника Льву Яшину. В 1999 году, к 70-летнему юбилею со дня рождения Яшина был открыт памятник перед стадионом «Динамо» (скульптор Александр Рукавишников). Композиция представляет собой бронзовую фигуру вратаря, в прыжке отбивающего мяч. Сама фигура закреплена на штанге футбольных ворот. По одному памятнику находится на территории спорткомплекса «Лужники», а также в Петровском парке. Уменьшенная копия последней статуи 21 июня 2014 года была установлена в Музее современного искусства в Рио-де-Жанейро в Бразилии. В октябре 2016 года на «Аллее Российской славы», напротив главного входа в здание Российского университета спорта был установлен бюст Яшина.
22 октября 2011 года на доме в Чапаевском переулке, где в 1964–1990 годах жил Яшин, была установлена мемориальная доска.

### В филателии и бонистике

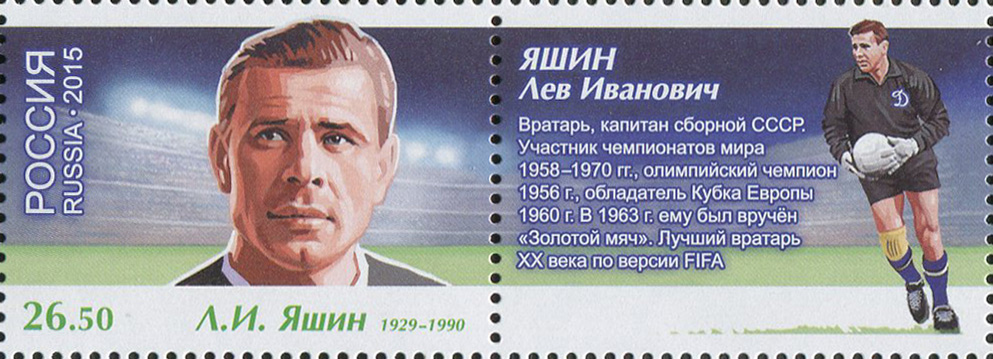
Почтовая марка с изображением Яшина

Льву Яшину посвящена одна из почтовых марок Монтсеррата, выпущенных к чемпионату мира по футболу 1994 года. В 2004 году Почта России выпустила маркированный конверт к 75-летнему юбилею Яшина (художник Борис Илюхин). Филателист и журналист Евгений Обухов впоследствии отметил, что фигура вратаря, летящего за мячом, была скопирована с марки Болгарии, посвящённой летним Олимпийским играм в Риме 1960 года. 
В 2010 году Банк России выпустил в обращение памятную серебряную монету номиналом в два рубля в рамках серии «Выдающиеся спортсмены России», которая была посвящена Льву Яшину. Центральный банк Республики Армения в 2008 году начал выпуск серии монет «Короли футбола» — в её рамках была выпущена монета памяти Яшина. Номинал — 100 драм. В 2018 году в России была выпущена памятная банкнота с его изображением номиналом 100 рублей, она посвящена чемпионату мира 2018 года. На ней показан Яшин в прыжке за мячом.